# Drăgușeni (gmina w okręgu Gałacz)
Drăgușeni – gmina w Rumunii, w okręgu Gałacz. Obejmuje miejscowości Adam, Căuiești, Drăgușeni, Fundeanu, Ghinghești, Nicopole i Știețești. W 2011 roku liczyła 4899 mieszkańców. 